# Старите и сегашни българи в тяхното политическо, народописно, историческо и религиозно отношение спрямо русите
„Старите и сегашни българи в тяхното политическо, народописно, историческо и религиозно отношение спрямо русите“ (на руски: Древние и нынешние болгаре в политическом, народописном, историческом и религиозном отношении к россиянам) е руска книга, издадена в три тома през периода 1829-1841 година. Автор на книгата е Юрий Венелин. Първо издание е през 1829 г., а второто през 1856 г.
Този труд прави известно името на българите сред по-широк кръг от руската общественост и повлиява на много българи, между които и на Васил Априлов, да осъзнаят своята народност.

## Българско землище и численост
Според автора българите са коренно население в Македония, главно такова в Дунавска България и Тракия, частно такова в албанските територии и съвместно такова в Тесалия. 
По груби изчисления Венелин заявява, че броят им е 2 545 000, докато Павел Шафарик ги преизчислява в 1842 г. на 3 587 000.  Съчинението излиза година след конференцията в Порос за определяне границите на Гърция и година преди султанския ферман за предоставяне на автономия на княжество Сърбия.
За населението в европейската част на Османската империя той пише:
| „ | Населението на България [Северна България – б.р.] се състои: главното – от българи; второстепенното – от турци, власи и гърци. Населението на Румелия се състои: главното – от българи; второстепенното – от турци, гърци и др. Населението на Македония се състои: коренното – от българи; второстепенното – от турци и гърци. Населението на Албания се състои: главното – от скипетари (албанци, арнаути); второстепенното – от българи. Населението на Тесалия се състои от власи, българи, турци, гърци. | “ |